# Copiapó
Copiapó er en by i det nordlige Chile og hovedstad i regionen Atacama. Byen har 129.281 indbyggere i 2005.